# Karawal Nagar
Karawal Nagar é uma vila no distrito de North East, no estado indiano de Deli.

## Demografia
Segundo o censo de 2001, Karawal Nagar tinha uma população de 148 549 habitantes. Os indivíduos do sexo masculino constituem 54% da população e os do sexo feminino 46%. Karawal Nagar tem uma taxa de literacia de 65%, superior à média nacional de 59,5%: a literacia no sexo masculino é de 73% e no sexo feminino é de 55%. Em Karawal Nagar, 18% da população está abaixo dos 6 anos de idade.